# ウラジーミル・シューコ
ウラジーミル・アレクセーエヴィチ・シューコ（ロシア語: Владимир Алексеевич Щуко, ラテン文字転写: Vladimir Alekseevich Shchuko, 1878年7月5日 - 1939年1月19日）は、ロシアの建築家。画家、舞台装飾家、彫刻家。タンボフ出身。
芸術アカデミーを卒業し、革命前はネオクラシシズムに傾倒。ソ連時代は、構成主義の可能性を模索した作品を多く残している。
代表作として、ロシア国立図書館（旧国立レーニン図書館）、国民経済達成博覧会外国部（ウラジーミル・ゲリフレイフと共作）、地下鉄駅エレクトロザヴォツカヤ駅地上ホール、などがある。